# Karlslunde
Karlslunde es un suburbio a 25 km (16 millas) al suroeste del centro de Copenhague, Dinamarca. El suburbio forma parte del municipio de Greve. El suburbio está conectado con las líneas A y E de la red de tren S.
La ciudad tiene una historia bastante rica, ya que el vikingo Svend-Grate libró una batalla vital contra los Vends en Karlslunde en el año 1153. Karlslunde también formaba parte de Tunestlingen, que era una línea defensiva para proteger Copenhague contra un posible ataque de los alemanes durante la Primera Guerra Mundial. El Fuerte Mosede es un antiguo fuerte que fue una parte clave de esta línea defensiva.
- Datos: Q2100695
- Multimedia: Karlslunde / Q2100695